# Addameer
Addameer (de l'àrab: الضمير, aḍ-Ḍamīr, ‘la Consciència’), de nom complet Addameer Prisoner Support and Human Rights Association, és una organització no governamental palestina amb seu a Ramal·lah dedicada al seguiment i el suport dels presos palestins arrestats a Cisjordània per l'Estat d'Israel i l'Autoritat Nacional Palestina.

## Història
Addameer es va fundar l'any 1992. Defineix els seus objectius en forma de suport als presos palestins detinguts a les presons israelianes i palestines i la prestació d'«assistència jurídica gratuïta als presos polítics, defensa dels seus drets a nivell nacional i internacional i el treball per acabar amb la tortura i les violacions dels drets de les persones preses mitjançant el seguiment, defensa legal i campanyes de solidaritat».
Khalida Jarrar, la seva antiga directora, ha estat retinguda en nombroses ocasions sota detenció preventiva sense judici. La directora d'Addameer des del 2006 és Sahar Francis. Les oficines d'Addameer han estat assaltades i se n'ha confiscat material i documentació en quatre ocasions.
La primera incursió israeliana a les oficines d'Addameer es va dur a terme l'any 2002 durant la invasió militar de Ramallah anomenada Operació Escut Defensiu.

El segon incident va tenir lloc l'any 2012, el mateix Dia Internacional dels Drets Humans. Segons Allam Jarrar de la Xarxa d'ONG Palestines, el moment de l'atac es va produir en el context del reconeixement de Palestina com a estat de facto per part de l'Assemblea General de les Nacions Unides dues setmanes abans. La directora executiva, Sahar Francis, va declarar a Human Rights Watch que els equips audiovisuals i els documents relacionats amb els presos també van desaparèixer durant l'escorcoll. Segons un portaveu militar, les batudes es van basar en la sospita que les tres ONG registrades estaven afiliades al Front Popular per a l'Alliberament de Palestina, tot i que encara no s'ha esgrimit cap prova que corrobori l'afirmació. L'ONG israeliana de drets humans B'Tselem, també en nom d'altres organitzacions de drets humans com Gisha i Yesh Din, va exigir no només la restitució dels béns confiscats, sinó també la protecció de les organitzacions de la societat civil, en particular aquelles que es dediquen a defensar la causa dels drets humans. Human Rights Watch també va exigir que es fes efectiva una indemnització pels danys causats. Joe Stork, director adjunt per l'Orient Mitjà de Human Rights Watch, va declarar:
En absència d'ordres o de necessitat militar demostrada, aquestes incursions no són més que un intent il·legal de perjudicar greument el treball dels grups que donen suport a la població local. L'exèrcit israelià ha de justificar per què era absolutament necessari saquejar les oficines dels grups pels drets palestins i apoderar-se de les seves propietats.
A les 2 de la matinada del 19 de setembre de 2019, una unitat de les Forces de Defensa d'Israel va irrompre a les oficines d'Addameer i després de saquejar-les, es va emportar «cinc ordinadors portàtils, targetes de memòria, tres discs durs externs i diversos llibres». Segons l'ONG Al-Haq, l'atac i l'expropiació van contravenir diversos principis del dret internacional atès que la propietat privada en aquestes circumstàncies està protegida i els objectes saquejats no tenien cap relació amb les necessitats militars. La pèrdua del material va causar dificultats a l'organització en un moment en què 5.150 presoners palestins, molts assistits per Addameer, van ser empresonats per Israel.
El 18 d'agost de 2022, les forces armades israelianes van assaltar la seu d'Addameer i sis organitzacions més a Ramal·lah i Al-Bireh, van robar-ne ordinadors i equips i van ordenar-ne el tancament.
L'octubre de 2021, Addameer va ser designada com a organització terrorista per Israel, juntament amb altres cinc organitzacions palestines sense ànim de lucre i no governamentals (Al-Haq, Bisan Center for Research and Development, Defense for Children International, la Unió de Comitès de Dones Palestines i la Unió de Comitès de Treballadors Agrícoles). La designació va ser condemnada per Amnistia Internacional, Human Rights Watch i l'Oficina de l'Alt Comissionat de les Nacions Unides per als Drets Humans, que la van qualificar d'«atac frontal contra el moviment de drets humans palestí i contra els drets humans d'arreu».
Revisant la informació secreta d'Israel compartida amb la CIA, aquesta no va trobar cap prova que verifiqués les acusacions israelianes. El juliol de 2022, nou països de la UE (Bèlgica, Dinamarca, França, Alemanya, Irlanda, Itàlia, Països Baixos, Espanya i Suècia) van emetre una declaració conjunta en què afirmaven que continuarien treballant amb les sis organitzacions palestines il·legalitzades perquè Israel no havia aconseguit demostrar per què haurien de ser considerades «organitzacions terroristes».